# SNCB 70 sorozat
A SNCB 70 sorozat egy belga Bo'Bo' tengelyelrendezésű, dízel-villamos erőátvitelű tolató dízelmozdony-sorozat volt. 1954-ben gyártotta a BM és a ACEC az SNCB részére. Összesen hat db készült a mozdonysorozatból. Öt db-ot selejteztek, egy megőrzésre került.